# كونستانتين زيريانوف
كونستانتين زيريانوف (بالروسية: Константин Георгиевич Зырянов)‏ ، من مواليد 5 أكتوبر 1977 ، لاعب كرة قدم روسي.
يلعب مع نادي زينيت سان بطرسبيرغ.
يلعب مع منتخب روسيا لكرة القدم.

## مسيرته الكروية
لعب كونستانتين زيريانوف خلال مسيرته الاحترافية مع 4 أندية في ثلاثة وعشرون موسمًا وسجل خلالها 99 هدفًا ضمن 626 مباراة. حيث فاز في موسم واحد بالكأس وفي ثلاثة مواسم بالدوري.
خاض كونستانتين زيريانوف مسيرته مع نادي أمكار بيرم في موسم 1995 ليلعب معه خمسة مواسم، مشاركًا في 173 مباراة سجل خلالها 49 هدفًا. ثم انتقل إلى نادي توربيدو موسكو في موسم 2000 ليلعب معه سبعة مواسم، حيث شارك في 164 مباراة سجل خلالها 9 أهداف. لينتقل بعدها إلى نادي زينيت سانت بطرسبرغ في موسم 2007 ليلعب معه سبعة مواسم، مشاركًا في 201 مباراة سجل خلالها 31 هدفًا. ثم انتقل إلى FC Zenit-2 Saint Petersburg ‏ في موسم 2014–15 ليلعب معه أربعة مواسم، مشاركًا في 88 مباراة سجل خلالها 10 أهداف.

## روابط خارجية
- كونستانتين زيريانوف على موقع الاتحاد الدولي (مؤرشف)  (الإنجليزية)
- كونستانتين زيريانوف على موقع الاتحاد الأوربي (الإنجليزية)
- كونستانتين زيريانوف على موقع قاعدة بيانات كرة القدم.إي يو (الإنجليزية)
- كونستانتين زيريانوف على موقع ناشيونال فوتبول تيمز (الإنجليزية)
- كونستانتين زيريانوف على موقع Soccerway.com (الإنجليزية)
- كونستانتين زيريانوف على موقع عالم كرة القدم.نت (الإنجليزية)
- كونستانتين زيريانوف على موقع كووورة
- كونستانتين زيريانوف على موقع AS.com (الإسبانية)